# Bălan (Sălaj)
Bălan è un comune della Romania di 3 978 abitanti, ubicato nel distretto di Sălaj, nella regione storica della Transilvania.
Il comune è formato dall'unione di cinque villaggi: Bălan, Chechiș, Chendrea, Gălpâia, Gâlgău Almașului.

## Monumenti
Sul territorio del comune si trovano tre chiese lignee:
- La chiesa di Bălan Josani, dedicata ai SS. Arcangeli Michele e Gabriele (Sfinţilor Arhangheli Mihail şi Gavril), consacrata, secondo un'iscrizione sopra il portale d'ingresso, il 26 aprile 1695.
- La chiesa di Bălan Cricova, dei primi del XVII secolo, una delle più vecchie della regione.
- La chiesa del Monastero di Bălan, costruita nel XIX secolo sui resti di un'altra più antica.